# Iru
För andra betydelser, se Iru (olika betydelser).
Iru är en stadsdel i distriktet Pirita i Estlands huvudstad Tallinn.
- Wikimedia Commons har media som rör Iru.